# Wiglaf (Beowulf)
Wiglaf (fl. VI secolo) è un personaggio del poema epico anglosassone Beowulf.
Era figlio di Weohstan, uno sueone del clan dei Wægmunding che era entrato al servizio di Beowulf, il re dei Geati. Wiglaf era chiamato lo Scylfing come metonimia per "svedese", poiché gli Scylfing erano il clan regnante di Svezia. Mentre era al servizio di Onela, re di Svezia, Weohstan uccise il principe ribelle Eanmund e prese la sua spada come trofeo; Wiglaf più tardi la ereditò. Weohstan apparteneva al clan dei Wægmunding, lo stesso clan a cui apparteneva Ecgþeow, padre di Beowulf; perciò Wiglaf era un lontano cugino di Beowulf, e alla morte di Beowulf era l'unico suo parente sopravvissuto, pertanto suo probabile successore.

## IlBeowulf
Wiglaf compare per la prima volta nel Beowulf al verso 2598 come membro del gruppo di thegn andati con Beowulf a cercare il drago che aveva attaccato Götaland. Questa è la prima volta che Wiglaf scende in guerra al fianco di Beowulf. È definito un "guerriero con lo scudo degno di lode", un "principe degli Scylfing" e mæg ælfheres, "parente di Ælfhere".
Quando Beowulf danneggia la sua spada ferendo il drago ed è bruciato dal suo fuoco, Wiglaf è l'unico del gruppo che vince la paura. Respinge gli altri thane e corre in aiuto di Beowulf gridando parole di incoraggiamento.
Wiglaf non si ritrae, sebbene il suo scudo sia consumato dal fuoco. Quando Beowulf ferisce il drago una seconda volta, colpendo così forte che la sua spada si rompe, Wiglaf colpisce la ferita già aperta, recidendo la gola del drago ed impedendogli così di sputar ancora fuoco. La sua mano viene gravemente ustionata, ma il suo attacco permette a Beowulf di finire il drago. Il poeta dice di Wiglaf: "Così dovrebbe un uomo essere, un thane al bisogno!".
Al comando di Beowulf, Wiglaf prende il tesoro dal covo del drago e lo impila dove Beowulf possa vederlo. Beowulf morente dice a Wiglaf di "guardare ai bisogni del suo popolo" (da cui si capisce che Wiglaf diventerà li prossimo re). Gli dice di erigergli un tumulo e dona a Wiglaf il suo anello, l'elmo e la cotta di maglia; afferma che ora Wiglaf è "l'ultimo dei Wægmunding".
Gli altri undici uomini che erano giunti con Beowulf si riuniscono attorno al corpo, e Wiglaf li condanna per non aver adempiuto al loro dovere, dichiarando che avrebbe ordinato che fossero esiliati; poi manda un messaggero che dica ai Geati cos'è accaduto. Wiglaf parla loro mostrando cordoglio per la morte di Beowulf e pessimismo per il triste futuro dei Geati senza Beowulf al governo.
L'ultima apparizione di Wiglaf è al verso 3120, dove sceglie sette thane per aiutarlo a spingere il corpo del drago sulla collina giù nel mare, saccheggiare la sua tana e porre il tesoro sulla pira funeraria di Beowulf.

## Ruolo nel filmLa leggenda di Beowulf
Nel film del 2007 La leggenda di Beowulf diretto da Robert Zemeckis, il ruolo di Wiglaf (interpretato da Brendan Gleeson) è più ampio; è presente nel film dalla prima introduzione di Beowulf e dei Geati fino alla fine, quando Beowulf vince il drago e muore. Il film rende Wiglaf il braccio destro e migliore amico dell'eroe epico.

## Altre opere
Wiglaf è anche il protagonista della poesia Oltre Beowulf di Christopher Lloyd Webber. In Oltre Beowulf, Wiglaf si trova in mezzo ad una compagnia di Geati che credono che si dovrebbe abbandonare Götaland in cerca di pascoli più verdi.